# Біатлон на зимових Олімпійських іграх 2010 — гонка переслідування (чоловіки)
Гонка переслідування в біатлоні на зимових Олімпійських іграх 2010 пройшли 16 лютого в Олімпійському парку Вістлера у Вістлері, Британська Колумбія. 
Під час старту гонки суддя третіх стартових воріт чомусь випустив канадця Леґеллека (№ 6) майже одразу за Факом (№ 3). Американець Джеремі Тіла (№ 9) стартував за часом канадця. Після цього Б'єрн Феррі (№ 8), за яким повинен був стартувати американець, почав підказувати Зуману (№ 12), що стояв на старті, про помилку судді. Після завершення гонки, за фінішним протоколом, Леґеллеку (№ 6) и Джеремі Тіла (№ 9) збільшили час на 30 і 22 секунд відповідно. Легейлек всю гонку йшов серед лідерів (так, між першим і другим вогневими рубежами він був третім без врахування тридцятисекундного відставання), що заважало об'єктивній оцінці ситуації.
Венсан Же і Еміль Хегле Свендсен прийшли на перший вогневий рубіж одночасно і відстріляли без промахів. Трішки відстаючий Яков Фак припустився одного промаху і втратив шанси на медалі. На другому вогневому рубежі Же знову відстріляв чисто, а Свендсен промахнувся. З запізненням 25 секунд від Же на дистанцію пішли Свендсен і не припустившийся промахів Клемен Бауер, а за ними с відставанням ще на 20-30 секунд пішла більша група учасників, у яку, наприклад, входили Б'єрн Феррі, Кристоф Зуман і Уле-Ейнер Б'єрндален. На третьому рубежі Свендсен и Бауер промахнулися по два рази, Же — один раз, і зразу ж за ним, з двохсекундною затрикою, пішов на дистанцію відстрілявший без помилок Феррі, а ще через 17 секунд — Б'єрндален і Зуман. Нарешті, на четвертому рубежі Б'єрндален припустився двох промахів і втратив шанси на медаль, а Феррі, Же та Зуман — по одному. Феррі пішов на дистанцію першим і без проблем дістався до фінішу, ставши олімпійським чемпіоном. Же втратив всі сили, і його легко обійшов Зуман, а на фінішній прямій ледве не наздогнав Симон Едер.
Б'єрн Феррі став першим олімпійським чемпіоном з біатлону зі Швеції з 1960 року, коли Клас Лестандер став першим в історії олімпійським чемпіоном у цьому виді спорту. Шведські біатлоністи останній раз вигравали олімпійські медалі у 1992 році

## Призери
| Золото      | Срібло        | Бронза    |
| Б'єрн Феррі | Крістоф Зуман | Венсан Же |

## Змагання
| Місце | Стартовий номер | Спортсмен            | Старт | Стрільба | Час     |
| ----- | --------------- | -------------------- | ----- | -------- | ------- |
|       | 8               | Б'єрн Феррі          | 1:12  | 0+0+0+1  | 33:38,4 |
|       | 12              | Крістоф Зуман        | 1:25  | 0+0+1+1  | +16.5   |
|       | 1               | Венсан Же            | 0:00  | 0+0+1+1  | +28,2   |
| 4     | 11              | Симон Едер           | 1:24  | 0+0+2+1  | +31,0   |
| 5     | 21              | Міхаель Грайс        | 1:48  | 0+0+0+1  | +51,2   |
| 6     | 10              | Іван Черезов         | 1:18  | 1+0+1+0  | +51,2   |
| 7     | 17              | Уле-Ейнар Б'єрндален | 1:41  | 0+0+0+2  | +51,4   |
| 8     | 2               | Еміль Хегле Свендсен | 0:12  | 0+1+2+1  | +52,0   |
| 9     | 4               | Клемен Бауер         | 0:17  | 1+0+2+2  | +55,4   |
| 10    | 22              | Сергій Седнєв        | 1:49  | 0+0+0+0  | +1:11,6 |
| 11    | 6               | Жан-Філіпп Леґеллек  | 0:50  | 0+1+0+1  | +1:13,5 |
| 12    | 13              | Томас Фрай           | 1:29  | 0+1+0+0  | +1:18,0 |
| 13    | 23              | Андреас Бірнбахер    | 1:59  | 1+0+1+0  | +1:25,0 |
| 14    | 34              | Домінік Ландертінгер | 2:16  | 1+0+1+1  | +1:28,3 |
| 15    | 15              | Євген Устюгов        | 1:40  | 1+1+2+0  | +1:29,0 |
| 16    | 7               | Павол Гурайт         | 1:07  | 1+0+0+2  | +1:34,4 |
| 17    | 24              | Халвар Ханевольд     | 2:00  | 1+1+0+0  | +1:34.7 |
| 18    | 29              | Томаш Сікора         | 2:08  | 1+1+0+1  | +1:35.9 |
| 19    | 42              | Карл-Юхан Бергман    | 2:34  | 0+1+0+0  | +1:36,2 |
| 20    | 30              | Антон Шипулін        | 2:11  | 0+1+2+0  | +1:56,0 |
| 21    | 40              | Сергій Новіков       | 2:30  | 0+0+1+1  | +1:56,8 |
| 22    | 53              | Венсан Дефран        | 3:07  | 0+0+0+0  | +1:57,2 |
| 23    | 46              | Ларс Бергер          | 2:45  | 0+0+0+2  | +1:58,8 |
| 24    | 9               | Джеремі Тіла         | 1:14  | 0+0+2+2  | +2:07,0 |
| 25    | 3               | Яков Фак             | 0:14  | 2+1+0+1  | +2:07,2 |
| 26    | 5               | Андрій Дериземля     | 0:41  | 1+0+3+2  | +2:10,3 |
| 27    | 39              | Ян Савіцький         | 2:27  | 0+0+1+0  | +2:11,2 |
| 28    | 26              | Матіас Зіммен        | 2:04  | 3+0+0+0  | +2:16,6 |
| 29    | 18              | Міхал Шлезінгр       | 1:43  | 0+0+1+2  | +2:20,4 |
| 30    | 19              | Крістоф Штефан       | 1:43  | 1+0+1+2  | +2:23,9 |
| 31    | 20              | Олександр Симан      | 1:46  | 0+0+1+1  | +2:35,5 |
| 32    | 14              | Ілмарс Бріціс        | 1:34  | 0+0+2+2  | +2:36,5 |
| 33    | 38              | Фредрик Ліндстрем    | 2:26  | 0+1+1+2  | +2:47,1 |
| 34    | 35              | Мартен Фуркад        | 2:18  | 1+0+2+2  | +2:50,0 |
| 35    | 32              | Чжан Чен'є           | 2:12  | 0+2+1+2  | +2:50,3 |
| 36    | 36              | Ловелл Бейлі         | 2:19  | 0+2+1+0  | +2:55,6 |
| 37    | 37              | Арнд Пайффер         | 2:21  | 0+0+1+3  | +3:06,5 |
| 38    | 28              | Зденек Вітек         | 2:06  | 1+1+1+2  | +3:06,7 |
| 39    | 33              | Сергій Семенов       | 2:13  | 3+1+0+0  | +3:17,3 |
| 40    | 49              | Євген Абраменко      | 2:50  | 0+0+1+0  | +3:17,6 |
| 41    | 45              | Даніель Мезотіч      | 2:38  | 0+0+3+1  | +3:17,6 |
| 42    | 43              | Рустам Валіуллін     | 2:36  | 1+0+2+2  | +3:27,1 |
| 43    | 16              | Сімон Халенбартер    | 1:41  | 1+2+1+2  | +3:29,5 |
| 44    | 59              | Михаїл Клечоров      | 3:15  | 0+0+0+0  | +3:29,7 |
| 45    | 25              | Красимір Анєв        | 2:01  | 2+0+0+1  | +3:45,8 |
| 46    | 47              | Тім Берк             | 2:47  | 0+2+1+2  | +3:48,4 |
| 47    | 27              | Янез Маріч           | 2:05  | 0+1+3+1  | +3:50,0 |
| 48    | 31              | Індрек Тобрелутс     | 2:11  | 2+0+2+1  | +3:50,6 |
| 49    | 51              | Олександр Червихов   | 3:02  | 1+0+1+1  | +3:52,1 |
| 50    | 48              | Каурі Кийв           | 2:48  | 0+1+2+1  | +4:07,1 |
| 51    | 52              | Ярослав Соукуп       | 3:03  | 1+1+1+1  | +4:26,5 |
| 52    | 41              | Тімо Антіла          | 2:30  | 0+1+2+3  | +4:43,7 |
| 53    | 44              | Маркус Віндіш        | 2:37  | 0+2+3+1  | +6:12,4 |
| 54    | 56              | Лукас Хофер          | 3:11  | 2+0+2+1  | +6:12,5 |
| 55    | 60              | Маттіа Кола          | 3:17  | 0+0+0+4  | +6:12,5 |
| 56    | 55              | Лі-Стів Джексон      | 3:10  | 0+1+3+0  | +6:16,3 |
| 57    | 54              | Джей Гаккінен        | 3:10  | 1+2+3+0  | +6:54,8 |
| 58    | 50              | Андрейс Расторгуєвс  | 2:58  | 2+2+3+2  | +7:57,5 |
| 59    | 57              | Вася Рупнік          | 3:13  | 1+2+4+4  | +8:20,8 |
| 60    | 58              | Петер Докл           | 3:13  | 0+3+2    | LAP     |